# Серезліївська культура
Серезліївська культура – археологічна культура у буго-дніпровському межиріччі, що датується приблизно 3100/3000 - 2800/2700 роками до нашої ери. Входить до культурно-історичної спільноти Кукутень-Трипілля на її фінальному етапі (етап СІІ). Найбільш східною межею поширення серезліївської культури є район річки Кальміус, найбільш північною – оріль-самарське межиріччя, на південь – Кримський півострів.

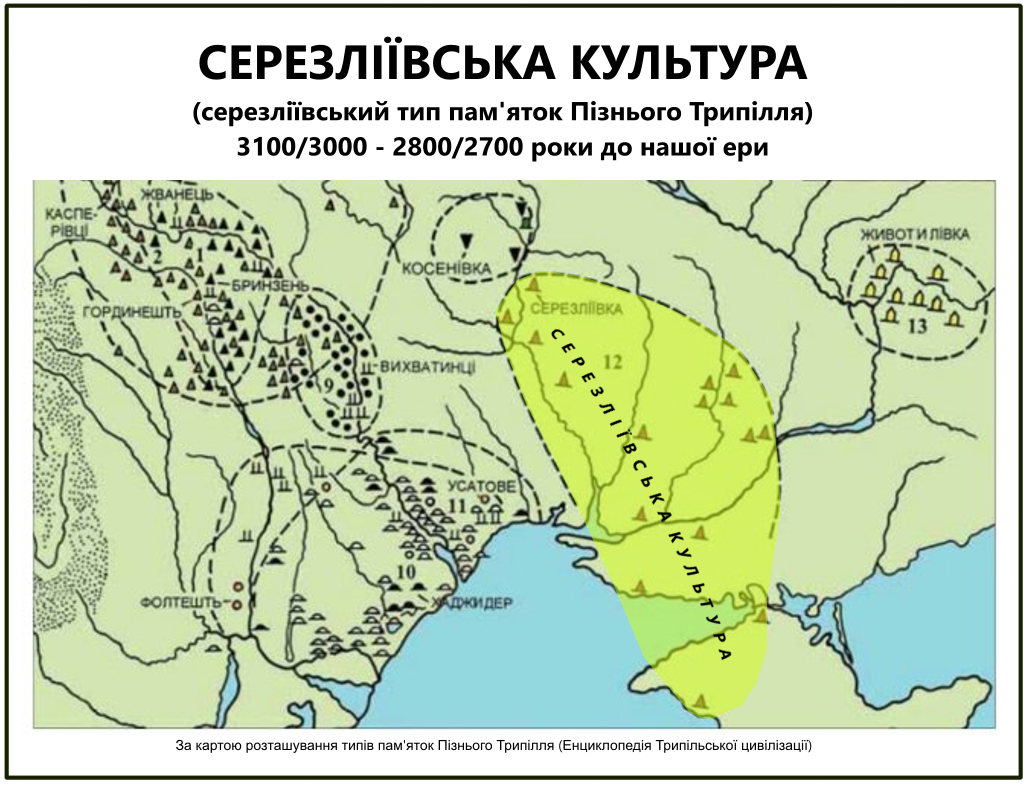
Серезліївська культура (Серезліївський тип пам'яток Пізнього Трипілля), 3100/3000 - 2800/2700 роки до н.е.

## Виокремлення серезліївської культури
Володимир Збенович визначив буго-дніпровську групу енеолітичних поховань як особливий варіант Трипільської культури (1974). Валентин Дергачов та Ігор Манзура виділили пам'ятки Буго-Дніпровського межиріччя в окрему серезліївську групу Трипілля СІІ (1991). Микита Іванов запропонував використовувати термін серезліївська культура на позначення пам'яток трипільського кола у буго-дніпровському межиріччі (2023).
Свою назву культура отримала від села Серезліївки (нині Ганнівка у Новоархангельській селищній громаді Голованівського району Кіровоградської області). У 1904 році біля поселення археолог Данило Щербаківський дослідив 12 курганів, розташованих на мисі, утвореному р. Кагарлик та струмком. У курганах № 4 та № 7 виявлено поховання, віднесені до трипільскої культури - епонімна пам'ятка серезліївського типу.

## Походження і зв’язки

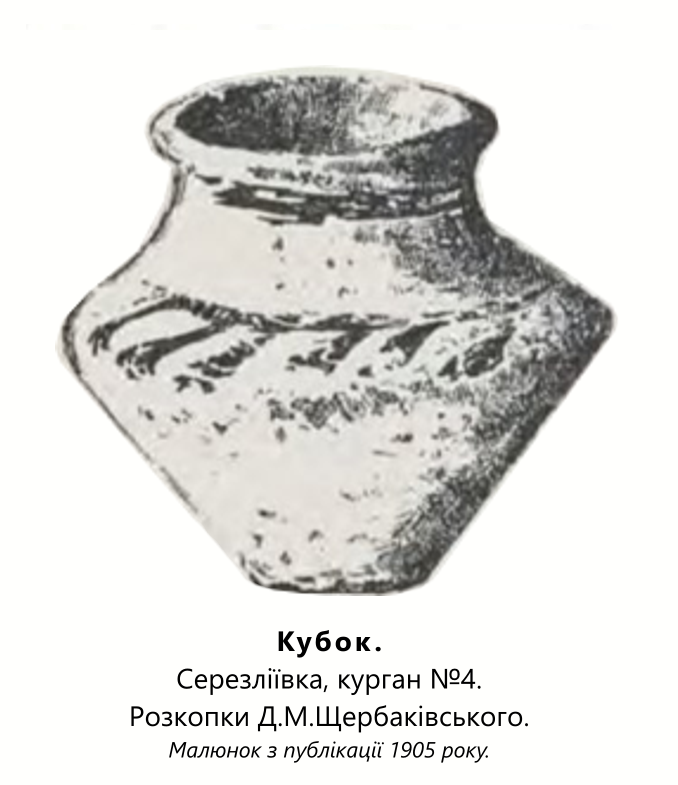
Кубок, серезліївська культура. Серезліївка, курган №4. Розкопки Д.М.Щербаківського 1904 року.

Тиск носіїв культури кулястих амфор на трипільців (гординештський і касперівський тип пам’яток) у лісостеповому Карпато-Подністров’ї спричинив міграцію представників трипільської культури на південь – у Степове Причорномор’я від пониззя Прута до Подніпров’я. Таким чином з’явилися пам’ятки типу Серезліївка та Животилівка. У результаті переселення частини пізньотрипільського населення із лісостепу зростає чисельність населення у степу. Територія поширення серезліївського типу пам’яток трипільської культури повністю була включена в ареал поширення ямної культури.

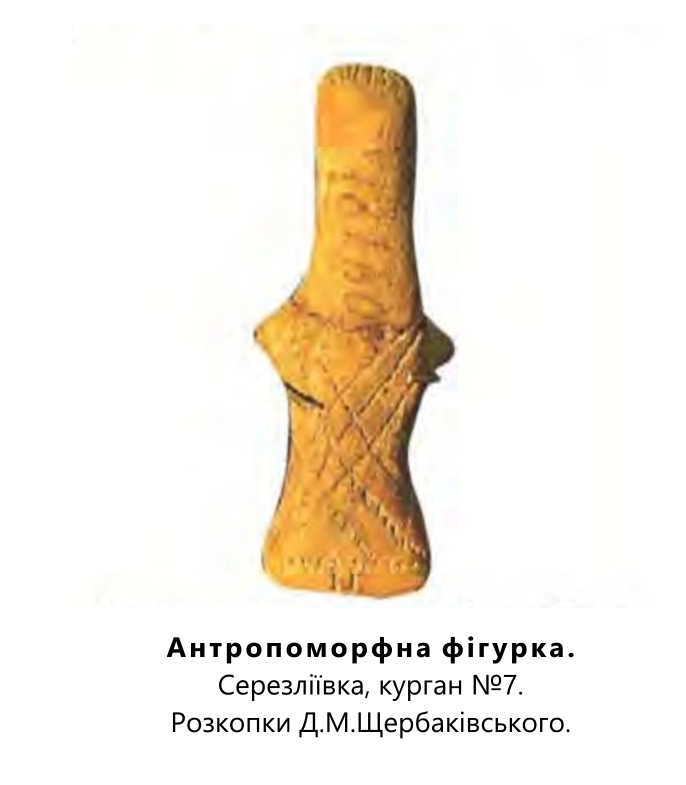
Антропоморфна статуетка серезліївського типу. Серезліївка, курган №7. Розкопки Д.М.Щербаківського.

Статуетки серезліївського типу виявлено на поселеннях усатівського та городського типів. Курганні комплекси серезліївського типу у пониззі Південного Бугу (а також типу Животилівка на лівобережному Надпоріжжі) мають певні особливості. Вони поєднують у собі риси пам’яток гординештсько-касперівського типу (кераміка), усатівського типу (пластика), традиції місцевих степових культур (поховальний обряд), кавказьких культур (прикраси, кераміка). Змішаний характер пам’яток серезліївського типу демонструє процес розкладу та зникнення трипільської культури.

## Серезліївська група пам'яток
Уже до середини 1980-х до пам’яток серезліївського типу віднесли близько 20 поховань у курганах біля сіл Вільшанка, Володимирівка, Вовчанськ, Баратівка, Єрмолаївка, Животилівка, Любимівка, Петропавлівка, Серезліївка, Широке, Підгородне та інші.

## Поховання та матеріальна культура

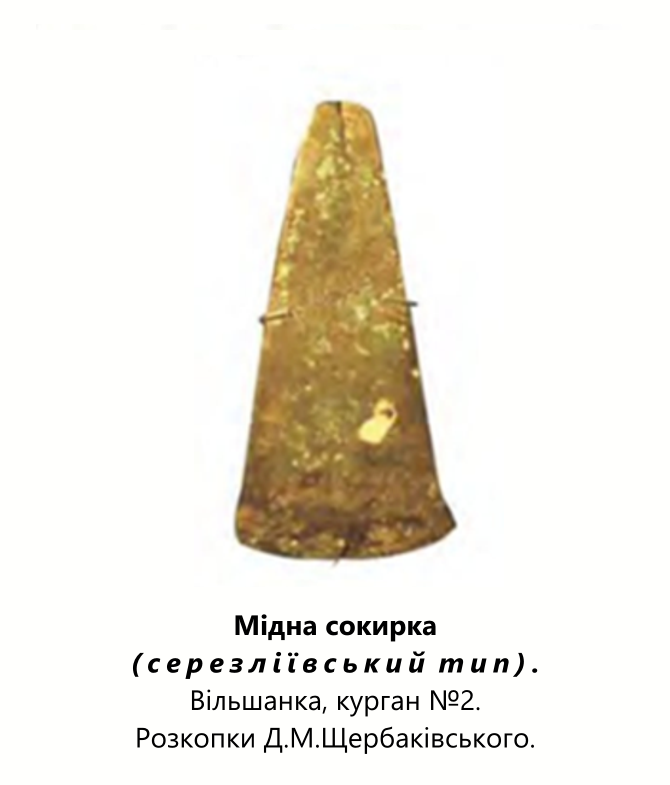
Мідна сокирка серезліївського типу. Вільшанка, курган №2. Розкопки Д.М.Щербаківського. Національний музей історії України.

Поховальний обряд – індивідуальні, іноді колективні, тілопокладення, основні та впускні поховання під курганами, часто з кромлехами та іншими кам’яними конструкціями. Серед поховального інвентаря кухонний та столовий посуд, типовий для трипільської культури, антропоморфні фігурки, прикраси з кісток, зубів тварин, мінералів, кам’яні та мідні сокири. У колективних похованнях кількість статуеток може відповідати кількості похованих.
Прикметною матеріальною ознакою серезліївської культури є антропоморфні статуетки серезліївського типу. Їх знайдено близько трьох десятків в 11 курганах. Відносно трипільських аналогів форма серезліївських статуеток проста та схематична і складається із прямого або зігнутого посередині циліндра та двох виступів-ручок. Форма голівки двох типів: циліндрична та округла (за Н.Бурдо). Декор серезліївських статуеток також невигадливий і складається із тонких прорізних ліній: горизонтальних або скісних. Прорізний орнамент окремих статуеток заповнений білою пастою. На думку дослідника М.Іванова, трансформація світогляду представників серезліївської культури призвела до заміни невеличких особистих керамічних статуеток на монументальну кам'яну скульптуру в поховальному курганному обряді ямників.
Металургійний, металообробний та гірничий інструмент серезліївської культури репрезентований ливарними формами, абразивами, ковадлами, молотами та пестами для дроблення руди. Функціонально комплекс металевих предметів  представлений виробами усіх основних типів, відомих на той час: мідними прикрасами, ножами та кинджалами, пласкими та провушними сокирами. Із серезліївською культурою пов'язане перше місцеве виробництво обушкових металевих сокир.